# سبهوزای دوم
سبهوزای دوم (انگلیسی: Sobhuza II؛ ۲۲ ژوئیهٔ ۱۸۹۹ – ۲۱ اوت ۱۹۸۲) یکی از پادشاهان سوازیلند بوده است که بین سال‌های ۱۸۹۹ تا ۱۹۸۲ در سوازیلند پادشاهی کرده است. وی که چهار ماه پس از تولد به مقام پادشاهی رسیده است با ۸۳ سال (۸۲ سال و ۲۵۴ روز) پادشاهی، اولین پادشاهی بلندمدت مثبوت تاریخ برای یک انسان را داشته است. از زمان آغاز پادشاهی تا بلوغ در سال ۱۹۲۱، کفالت پادشاهی را مادربزرگ و عموی وی بر عهده داشته‌اند. در دوران پادشاهی او و در سال ۱۹۶۸، سوازیلند از بریتانیا مستقل شد.